# Ipomoea batatoides
Ipomoea batatoides es una especie de planta fanerógama de la familia Convolvulaceae.

## Clasificación y descripción de la especie
Planta trepadora voluble, más o menos lignescente en la base, perenne; tallo ramificado, a veces acostillado, glabro; lámina foliar ovada, de (3.5)5.5 a 10 cm de largo por 2 a 8.5 cm de ancho, ápice agudo a acuminado, mucronado; inflorescencias con 1 a 5 flores; sépalos subiguales, ovados o anchamente elípticos, de 4 a 7 mm de largo, cartáceos, escariosos, sin pelos; corola infundibuliforme (con forma de embudo), de 5.5 a 8 cm de largo, de color rosa a violácea; cápsula cónica a anchamente ovoide, de 11 a 14 mm de largo; 4 semillas por cápsula, de 6 a 7 mm de largo.

## Distribución de la especie
Esta especie se distribuye desde el centro y sur de México, en los estados de Querétaro, Michoacán, Veracruz, Oaxaca y Chiapas; y en Centroamérica y Sudamérica, hasta Brasil.

## Hábitat
Esta especie se encuentra en sitios con bosque tropical subcaducifolio, de los 100 a 200 m s.n.m. Florece de agosto a noviembre.

## Estado de conservación
No se encuentra bajo ningún estatus de protección.